# ارل: نمایی از گندمزارها
ارل: نمایی از گندمزارها (که با نام مزرعه گندم با دسته‌های گندم و ارل در زمینه هم شناخته می‌شود) یکی از نقاشی‌هایی است که ونسان ون گوگ در ماه ژوئن تابستان سال ۱۸۸۸از مزارع گندم کشید. این تابلو اخیراً در موزه رودن در پاریس کشور فرانسه به نمایش درآمد.